# Nipmuck State Forest
Nipmuck State Forest ist ein State Forest im US-Bundesstaat Connecticut auf dem Gebiet der Gemeinden Union, Stafford, Ashford, Willington und Woodstock. Das Gebiet mit 9209 acre (3727 ha) umgibt den Bigelow Hollow State Park. Insgesamt gehört der Forst zu einem System von Schutzgebieten, das insgesamt 40.000 acre (16.000 ha) bedeckt.

## Geographie
Das Gebiet des Forst erstreckt sich vor allem in zwei großen Arealen. Eine ganze Reihe von Parzellen liegt westlich der Interstate 84 (Ost). Dort befindet sich die Sessions Meadow Marsh am Browns Brook. Die Quelle des Fenton River liegt im Forstgebiet und der Stoughton Brook formt mit seinen Zuflüssen einen großen Teil des Forsts. Eine Parzelle grenzt auch an das Nordufer des Morey Pond. Dort gibt es eine Bootsrampe. 
Der östlich gelegene Teil des Forsts, der an den Bigelow Hollow State Park grenzt, ist stärker durch Seen und Sümpfe geprägt. Mashapaug Pond ist der größte davon. Die Nordamerikanische Platte ist an dieser Stelle nur leicht gefaltet. Die Verwerfungen verlaufen von Nordwesten nach Südosten. In diesen Linien verlaufen auch die Hügelketten und die Täler, wodurch zum Beispiel Bigelow Pond in der südlichen Verlängerung von Breakneck Pond liegt. Corbin Wildlife Marsh und Griggs Pond liegen in Talfluchten, die jeweils weiter östlich verlaufen.

## Freizeitaktivitäten
Der Forst verfügt über mehr als 30 mi (48 km) an Wanderwegen. Eine der beliebtesten Touren verläuft um den Breakneck Pond. Im Winter werden auch Snowmobil-Touren angeboten. Angeln und Eisangeln sind erlaubt und die Gewässer werden regelmäßig mit Forellen besetzt. Darüber hinaus gibt es Schwarzbarsche, Forellenbarsche und Kettenhechte. Auch Camping ist erlaubt.

## Mountain Laurel Sanctuary
Im Westteil des Forsts gibt es das Mountain Laurel Sanctuary am Snow Hill (⊙). Der Mountain laurel erreicht dort Höhen von 15–20 feet (4,5–6 m).